# اورمکتین

آیورمکتین یکی از ترکیبات خانواده اورمکتین‌ها است.

اورمکتین‌ها (به انگلیسی: Avermectin) مجموعه‌ای از داروها و آفت‌کش‌هایی هستند که برای درمان کرم‌های انگلی و آفات ناشی از حشرات استفاده می‌شوند.  مشتقات لاکتونی ۱۶ عضوی این ترکیبات دارای خواص ضدکرم و حشره‌کشی قوی هستند.  برخی از داروهای ضدکرم مشتق شده از اورمکتین‌ها عبارتند از: آیورمکتین، سلامکتین، دورامکتین، اپرینومکتین و آبامکتین.